# Irréversible (film)
Pour les articles homonymes, voir Irréversible.
Pour plus de détails, voir Fiche technique et Distribution.
Irréversible est un drame psychologique français écrit et réalisé par Gaspar Noé, sorti en 2002.
Il est sélectionné en compétition officielle au Festival de Cannes 2002.

## Synopsis
Dans un hôtel miteux, un homme (le boucher de Seul contre tous) raconte à une rencontre d'un soir qu'il a fait de la prison car il a eu des rapports sexuels avec sa fille. Des bruits proviennent d'une boîte de nuit pour homosexuels, située en contrebas, « Le Rectum » : deux hommes en sortent, l’un a le bras cassé, l'autre interpellé par la police.
Dans la boîte de nuit, où ont lieu de nombreuses pratiques sado-masochistes, deux hommes, Marcus et Pierre, cherchent un homme surnommé « le Ténia ». Marcus est très agressif avec les clients ; quand l'un d'entre eux s'en prend violemment à lui, Pierre le tue en lui écrasant le visage avec un extincteur, cette scène dévoile d'ors et déjà la détermination extrême et sans limites de Marcus pour retrouver cet homme. On observe une prise des plans qui met mal à l'aise le spectateur, par exemple avec une colorimétrie tournée vers les tons rouges et des mouvements de caméras qui ne s'arrêtent pas.
Marcus conduit un taxi, avec Pierre sur le siège arrière. Ils cherchent la boîte de nuit « Le Rectum ». Marcus est dans un état de fureur intense et s'en prend à Pierre pour le forcer à l'aider à chercher la boite de nuit, car celui-ci tenta de s'enfuir.
Marcus et Pierre sont dans le même taxi, conduit par le chauffeur; Pierre tente de calmer Marcus dont la compagne Alex a été agressée. Marcus finit par chasser le chauffeur de son taxi, après s'être disputé, et repart au volant.
Marcus et Pierre, guidés par deux individus, cherchent une personne qui pourra les renseigner sur l’agression dont Alex a été victime. Ils trouvent une prostituée transgenre qui leur indique sous menace que l’agresseur, « le Ténia », se trouve probablement dans la boîte de nuit « Le Rectum ».
Pierre est interrogé par la police après le viol d'Alex. Puis, il retrouve Marcus sur le trottoir. Deux individus habitant dans le quartier les abordent, leur indiquant qu'ils peuvent les aider à retrouver le violeur.
Marcus et Pierre sortent d'une soirée dans un appartement, l'air joyeux. Dans la rue, un brancard transporte une jeune femme, le visage horriblement défiguré, ensanglantée et inconsciente : c’est Alex, la compagne de Marcus.
Alex sort d'une soirée dans un immeuble. Elle prend un passage souterrain. Alors qu'elle voit un homme qui se dispute avec une travestie, celui-ci s'en prend ensuite à Alex. Il la menace à l'aide d'un couteau et la viole. Il lui frappe ensuite le visage au sol très brutalement à plusieurs reprises. La scène explicite et traumatisante dure littéralement 11 minutes.
Alex, Marcus et Pierre sont encore tous les trois dans la soirée. Malgré la présence d'Alex, Marcus boit, se drogue et drague d'autres filles. Finalement Alex, irritée par le comportement de Marcus, décide de s'en aller. Elle repousse Pierre, son ancien amant, toujours très amoureux d'elle.
Alex, Marcus et Pierre prennent le métro pour aller à la soirée. Pierre parle avec beaucoup de lourdeur de son ancienne relation avec Alex, et de son incapacité à la satisfaire.
Alex et Marcus sont nus dans leur appartement. Leur relation est très tendre. Pierre les appelle au téléphone et leur indique qu’il va passer les prendre pour aller à la soirée. Marcus sort pour acheter une bouteille. Alex en profite pour faire un test de grossesse ; elle rayonne de joie en voyant le résultat.
Allongée dans un parc, Alex lit, en anglais, An Experiment with Time de J. W. Dunne. Autour d'elle, d'autres personnes se prélassent sur l’herbe ; des enfants jouent avec un jet d'eau.

## Fiche technique
- Titre original et francophone : Irréversible
- Réalisation et scénario : Gaspar Noé
- Musique : Thomas Bangalter
- Décors : Alain Juteau
- Costumes : Laure Culkovic
- Photographie : Benoît Debie et Gaspar Noé
- Montage : Gaspar Noé
- Production : Christophe Rossignon, Richard Grandpierre
- Coproduction : Gaspar Noé, Vincent Cassel, Brahim Chioua
- Sociétés de production : 120 films, Eskwad, Grandpierre, Nord-Ouest Production, Les Cinémas de la zone, Studiocanal
- Sociétés de distribution : Mars Films (France)
- Pays de production :  France
- Langue originale : français
- Format : couleur — 35 mm, 16 mm — 2,35:1 — son Dolby Digital
- Genre : thriller, drame
- Durée : 97 minutes
- Dates de sortie :
  - France : 24 mai 2002[1],[2],[3]
  - Suisse romande : 24 mai 2002
  - Belgique : 5 juin 2002
- Classification :
  - France : interdit aux moins de 16 ans avec avertissement

## Distribution
- Monica Bellucci : Alex
- Vincent Cassel : Marcus
- Albert Dupontel : Pierre
- Jo Prestia : le Ténia
- Fatima Adoum : Fatima
- Philippe Nahon : l'homme
- Stéphane Drouot : Stéphane
- Jean-Louis Costes : Fistman
- Michel Gondoin : Mike
- Mourad Khima : Mourad

## Production
Le film est tourné en six semaines au mois d’août 2001. Il bénéficie d’un budget de 3,5 millions d’euros.

### Genèse
En 1999, alors qu’il travaille sur Soudain le vide (finalement tourné sous le titre de Enter the Void), Gaspar Noé rencontre Vincent Cassel aux Bains Douches, qui lui confie son admiration pour Seul contre tous, admiration partagée par Monica Belluci. Le projet de faire un film ensemble émerge. Gaspar Noé leur propose d’abord Danger (tourné sous le titre de Love), que le couple d’acteurs refuse. Gaspar Noé pense à adapter la pièce d’Harold Pinter Trahison (déjà portée à l’écran en 1983 sous le titre de Trahisons conjugales) mais ne parvient pas à obtenir les droits. Il reprend le thème de l’intrigue antéchronologique et, inspiré par le visionnage de Memento, en adoptant une intrigue simple à comprendre et qui puisse passionner le spectateur, le propose au couple au début de l’été 2001. Le couple est d’accord, mais Monica Belluci ne dispose que du mois d’août pour le tourner, s’étant engagée pour Matrix Revolutions et Matrix Reloaded. Il consacre donc le mois de juillet à la préparation du film, qu’il intitule d’abord Le temps détruit tout.

### Tournage
Le film est tourné en six semaines, après une préparation très courte, avec la contrainte de tourner toutes les scènes où figure Monica Belluci au mois d’août.
Plusieurs effets sont destinés à augmenter l’angoisse du spectateur, comme le rouge, présent dans le tunnel (passant sous le boulevard périphérique près du boulevard Berthier) et repeint en rouge pour le tournage du film, ou le club SM le Banque Club (renommé le Rectum dans le film) éclairé par des ampoules rouges pour le tournage.

### Montage
Le film est monté de sorte qu'il débute par la fin de l'histoire. Chaque scène est présentée en ordre antéchronologique. Au début du film, après le déroulement de bas en haut du générique habituellement placé à la fin, Marcus et Pierre sont dans une boîte de nuit, le Rectum, et Pierre frappe mortellement un homme au visage avec un extincteur. Chaque longue séquence (toujours constituée d'un seul plan, ou plan-séquence) qui suit raconte ce qui s'est passé précédemment. Le film se termine sur le début de l'histoire, montrant Alex se prélassant insouciante dans un parc, quelques heures avant le drame déjà vu par le spectateur.
Pour Gaspar Noé, ce procédé permet « d'arriver à un faux happy-end », justifie-t-il. « Émotionnellement, c'est une fin heureuse, rationnellement, non. » Il dit par ailleurs avoir été inspiré par Memento de Christopher Nolan, sorti deux ans plus tôt, lequel est basé sur un procédé très similaire, de même que par certains films de Quentin Tarantino (Pulp Fiction) ou encore d'Akira Kurosawa (Rashōmon), faisant un usage plus libre d'une narration non chronologique.
Le film se découpe en deux parties, après puis avant le viol. Dans la première partie, « on ne voit que des hommes. Il y a plus de testostérone que d’œstrogène » ; Gaspar Noé a aussi hésité à faire se dérouler la première partie dans une caserne ; ce devait de toute façon être un milieu exclusivement masculin.

## Bande Originale
- 1. Irreversible (6:32)
- 2. Tempus Edax Rerum (1:14)
- 3. Malher : Excerpt from Symphony n°9 in D Major - Adagio (1:49)
- 4. Rectum (6:23)
- 5. Night Beats (2:17)
- 6. Stress (6:41)
- 7. Paris By Night (6:05)
- 8. Outrage (6:29)
- 9. Outrun (5:42)
- 10. Spinal Scratch (6:29)
- 11. Extra Dry (4:57)
- 12. Désaccords (3:48)
- 13. Ventura / Into the tunnel (5:47)
- 14. Etienne Daho : Mon Manège à moi (3:51)
- 15. Beethoven : Excerpt from Symphony n°7 in A Major Op. 92 (3:23)
- 16. The End (1:11)[8]

## Accueil
Le film est projeté en compétition officielle au festival de Cannes, mais à la séance de minuit.

### Critique
Irréversible a été l'un des films les plus controversés de l'année 2002, entraînant en France un débat extrêmement passionné, lors du festival de Cannes notamment, du fait de la présence dans le film d'une scène de viol et d'une de meurtre, toutes deux particulièrement explicites, réalistes et violentes. Lors de la projection à Cannes, plusieurs personnes sont prises de malaises et plus de 200 des 2 400 spectateurs partent, mais le film reçoit de la part des spectateurs qui sont restés jusqu'à la fin des applaudissements.
Pour le quotidien Libération, le film est « faible, de partout ». Le Nouvel Observateur le décrit comme « le scandale le plus fastidieux de Cannes », un film « vaguement provocateur ». Pour Le Monde, le film se complaît dans une violence gratuite.
Dans le monde anglophone, le site agrégateur de critiques Rotten Tomatoes donne au film un score de 59% d'avis favorables, sur la base de 126 critiques collectées et une note moyenne de 6,10 sur 10 ; le consensus du site indique : « Même s'il est bien filmé, Irréversible semble gratuit dans son extrême violence ». Sur Metacritic, le film obtient une note moyenne pondérée de 51 sur 100, sur la base de 38 critiques collectées ; le consensus du site indique : « Avis mitigés ou moyens ».

### Box-office
Au terme de-son exploitation en salles, le film cumule 479 704 entrées en France. Selon Gaspar Noé, c’est son plus grand succès.

## Distinctions

### Récompenses
- 2002 : Grand prix au Festival international du film de Stockholm
- 2003 : San Diego Film Critics Society Award

### Sélection
- Festival de Cannes 2002 : compétition officielle